# Església del Crist de la Sang de Xèrica
L'Església del Crist de la Sang, al municipi valencià de Xèrica (Alt Palància) és un edifici religiós construït al segle xvii amb estil barroc, encara que posteriorment fou reformada amb un estil neoclàssic. Està catalogat com Bé Immoble de Rellevància Local, segons consta a la Direcció General de Patrimoni Artístic de la Generalitat Valenciana, amb codi identificatiu: 12.07.071-002.

## Història
Pocs són els documents escrits que puguin referir dades irrefutables sobre l'església del Crist de la Sang, malgrat la qual cosa podem comptar amb l'"Informe de la Diòcesi de Sogorb en 1656", que presenta un capítol en el qual narra fets esdevinguts a Jérica. És per aquest document que podem afirmar que en aquests anys Jérica comptava amb tres esglésies amb culte, els titulars de les quals eren: Sant Roc, la Mare de Déu del Loreto i el Crist de la Sang. Això ens porta a pensar que la construcció de l'església ja s'havia realitzat a mitjan segle xvii.
El membre de la Reial Acadèmia de Belles Arts de Sant Carles, historiador d'art i director del Museu Catedralici de Sogorb, el ja mort Ramón Rodríguez Culebras, va informar de successives transformacions i remodelacions ocorregudes durant els  segles XVII i  XVIII.

## Descripció
L'església presenta planta rectangular d'una sola  nau i quatre  crugies o trams, a més de capelles laterals entre els contraforts (els quals són visibles des de l'exterior); sense creuer i amb absis rectangular.
En el primer tram se situa el  cor elevat, l'accés del qual es produeix a través d'escala exterior a la nau; i sotocoro de volta rebaixada.
La nau es cobreix interiorment amb una volta de canó, que presenta  llunetes, fet amb carreus i forma allargada, de manera que entra la llum natural que serveix d'il·luminació a l'espai interior, en estar practicats en el cos superior dels flancs; mentre, exteriorment presenta coberta inclinada de teula àrab.

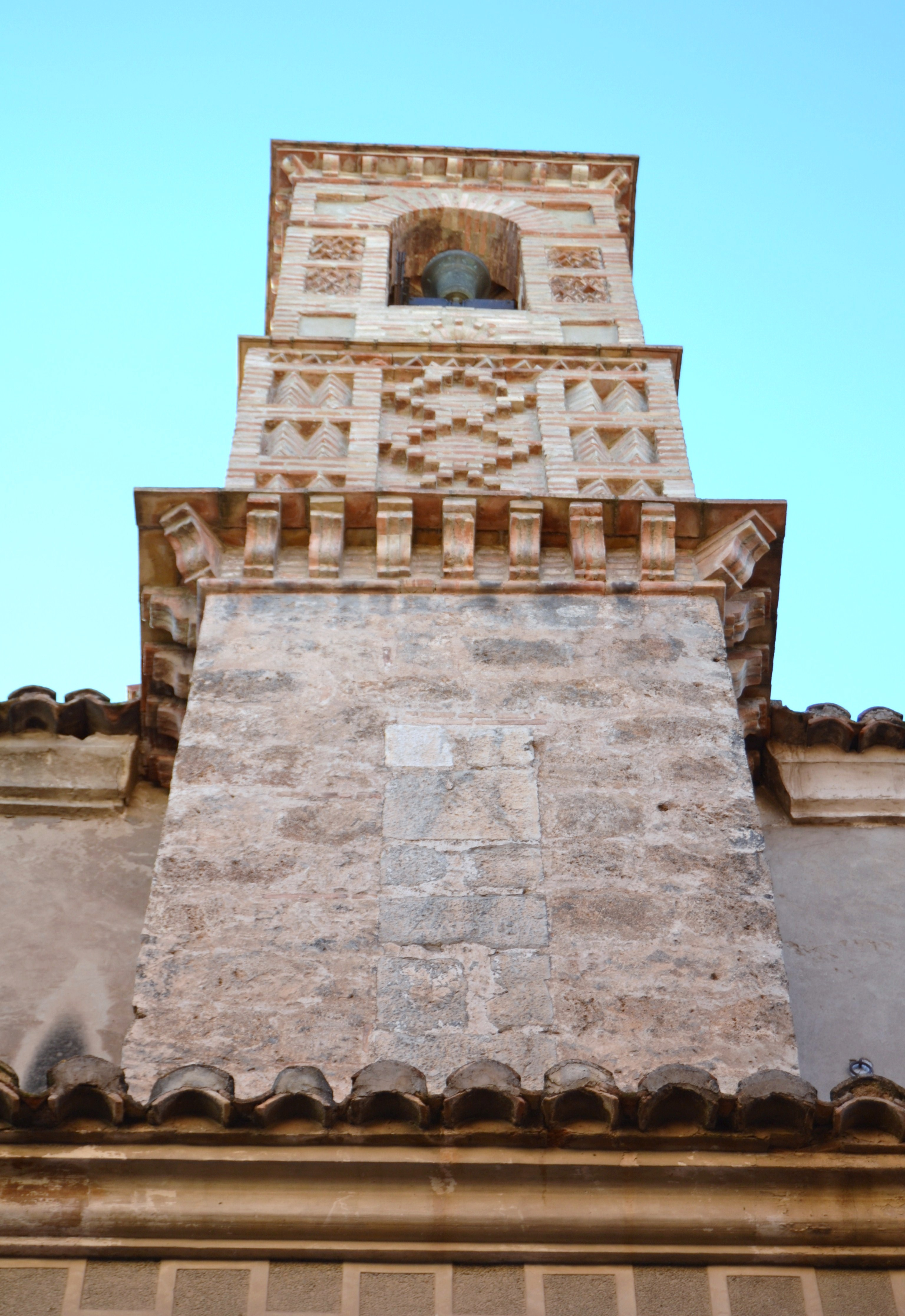
Campanar
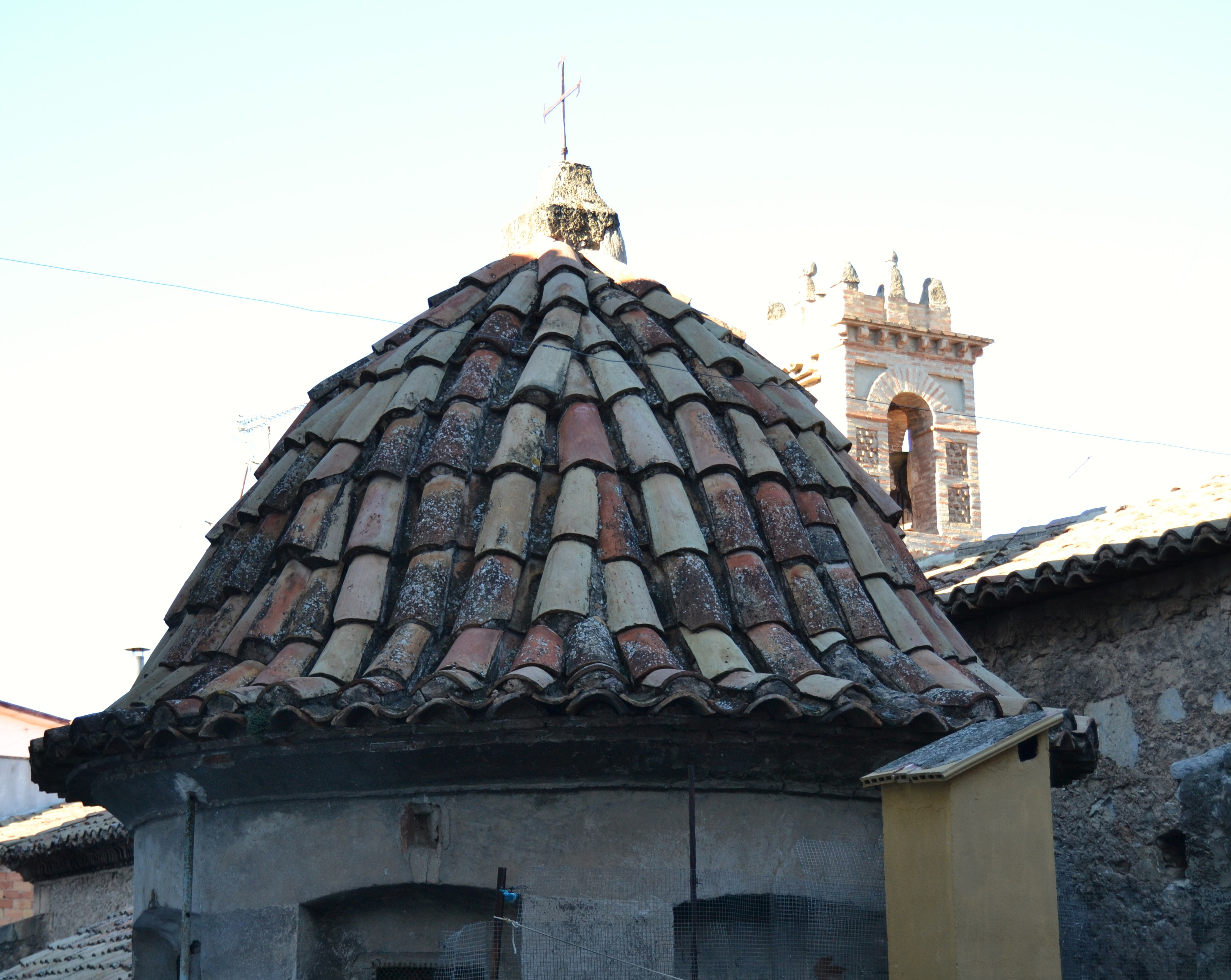
Cúpula
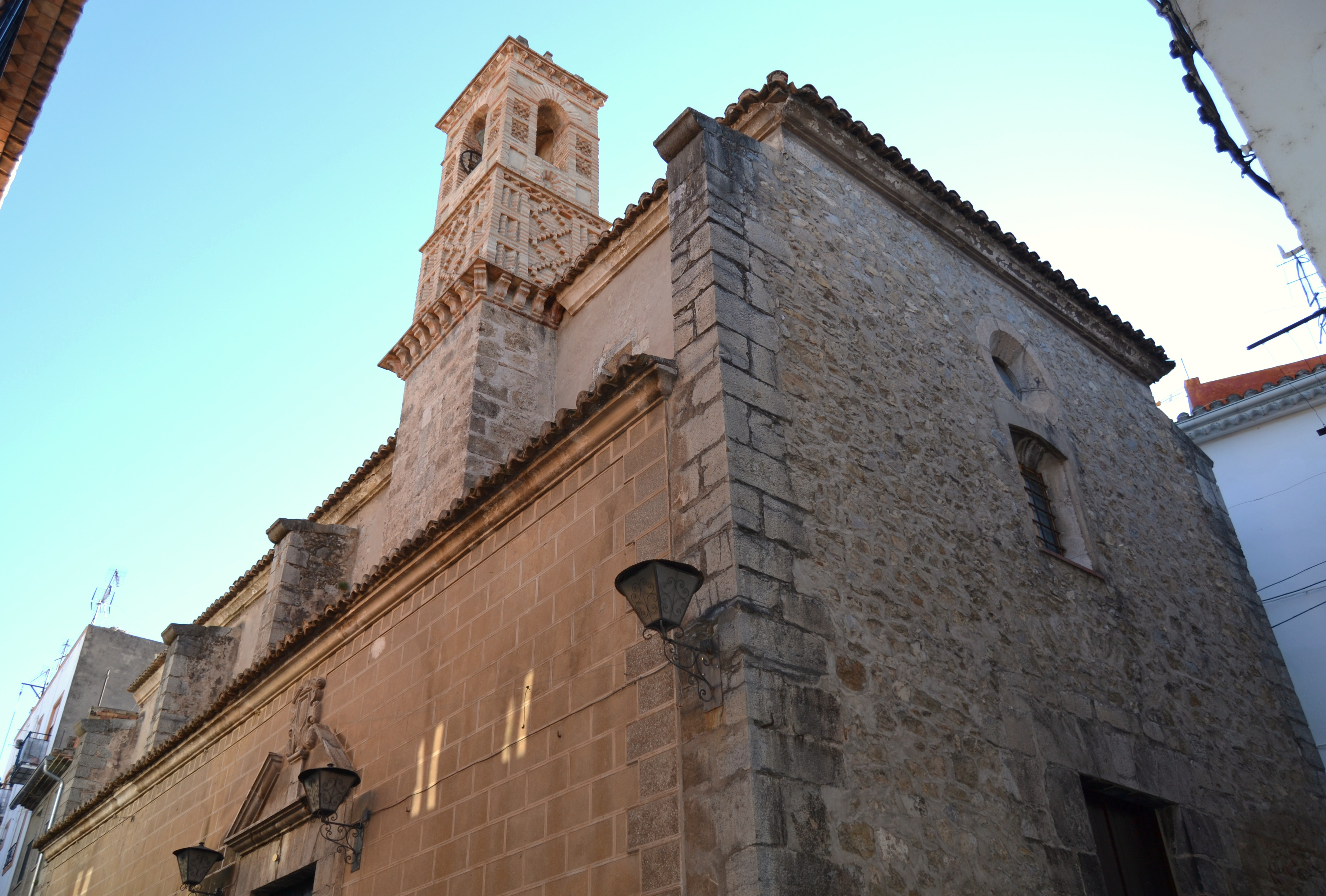
Església vista des d'un lateral
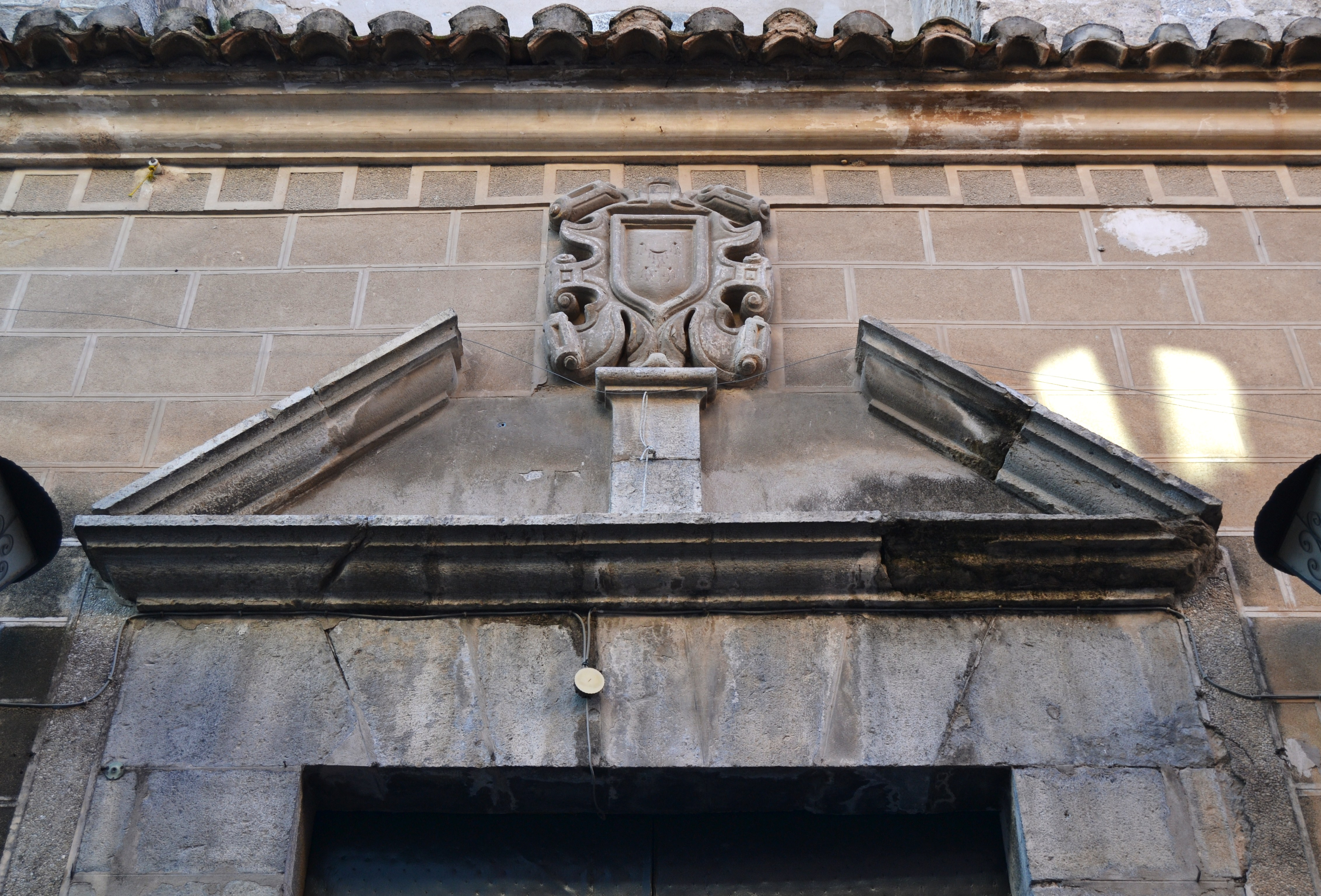
Frontó partit de la portada lateral
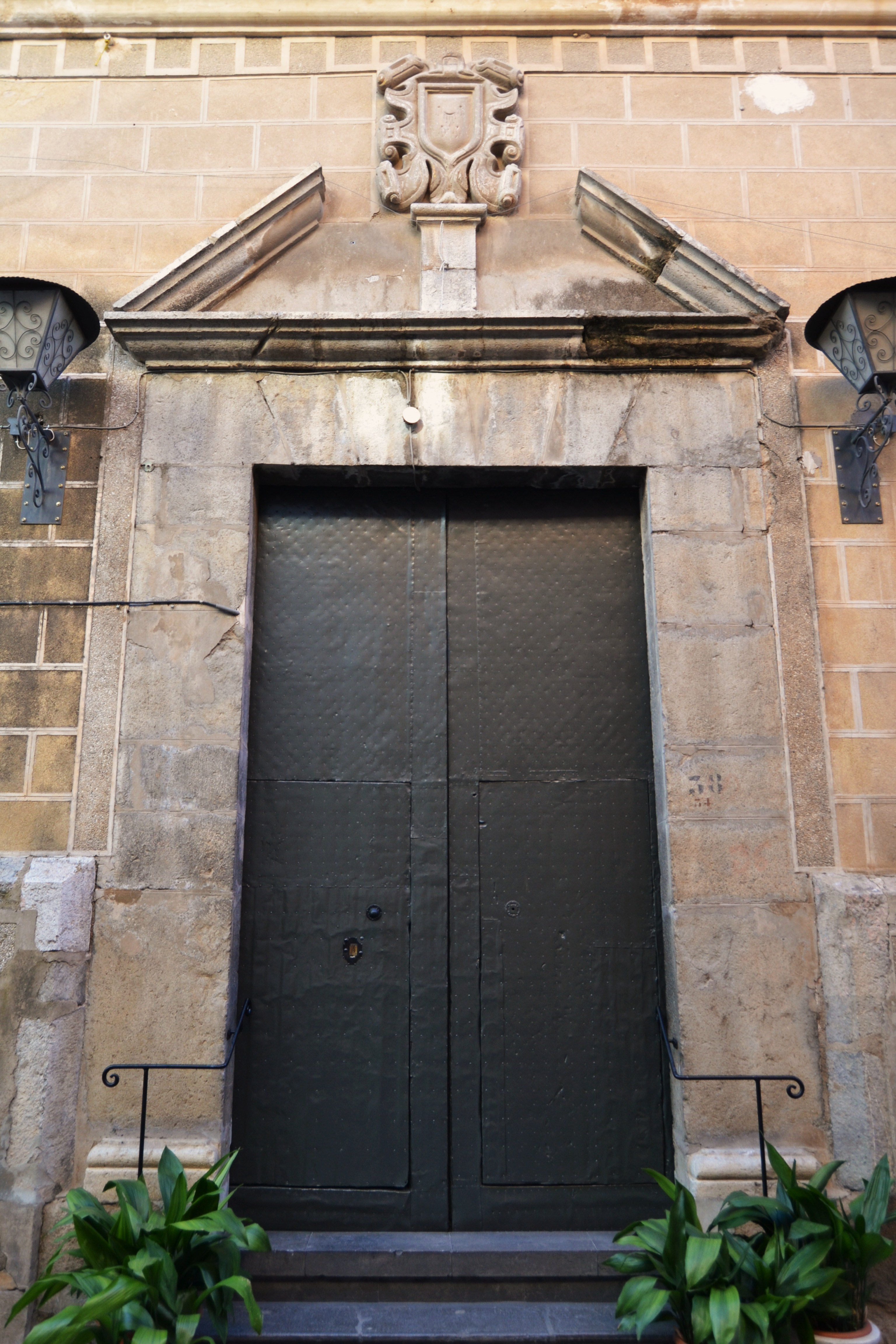
Portada lateral

L'església presenta dos accessos, un lateral a  el costat de l'evangeli, des del carrer de l'Historiador Vayo, que coincideix amb la segona crugia de la nau; i un altre frontal, que és l'entrada principal al temple, tot i ser el de menys ús en l'actualitat; porta que és  llindada amb  dovelles de  carreus, que està datada en 1799. Per sobre de la porta s'observa una finestra quadrada i enreixada de finals del segle xviii, sobre la qual hi ha un petit òcul dovellat de pedra.
L'accés lateral suposa una escarpada pujada, que arquitectònicament es resol absorbint l'altura del sòcol. La porta lateral presenta també llinda, amb frontó partit i escut de la confraria de la "preciosíssima sang", tot això de fàbrica de pedra.
A la capçalera de la planta de l'església se situen tres altars neoclàssics, d'entre els quals destaca l'altar major, que va ser remodelat al segle xix, i que està construït en marbre. Aquest altar major connecta amb la sagristia, presentant uns acabats fruits de la intervenció que va patir els segles xvii i XVIII, seguint l'ordre neoclàssic. La sagristia està coberta amb cúpula de  llanterna, construïda sobre  tambor que presenta uns finestrals actualment encegats.
El campanar és d'estil mudèjar i està construït sobre el contrafort que separa la tercera i quarta crugia. Presenta tres nivells, el primer de fàbrica de carreus, mentre que els dos restants es van construir amb maó i decoració de tipus mudèjar, imitant la decoració de la coneguda  torre de les campanes.
Va patir greus danys durant la  guerra del 36, havent-se desplomat alguna de les seves voltes, de manera que va precisar ser restaurada després d'aquesta, treball que es va realitzar sota la direcció i supervisió de la Direcció General de Regions Devastades.